# Minona gigantea
Minona gigantea är en plattmaskart som beskrevs av Ax och Armonies 1990. Minona gigantea ingår i släktet Minona och familjen Monocelididae. Inga underarter finns listade i Catalogue of Life.